# David Gilmour (음반)
| 전문가 평가       | 전문가 평가 |
| 평가 점수         | 평가 점수   |
| 출처              | 점수        |
| ----------------- | ----------- |
| AllMusic          | [ 1 ]       |
| Tentative Reviews | [ 2 ]       |

《David Gilmour》는 1978년 5월 26일에 발매된 영국의 프로그레시브록 밴드 핑크 플로이드의 기타리스트이자 공동 리드 보컬리스트인 데이비드 길모어의 데뷔 솔로 스튜디오 음반이다. 이 음반은 영국에서 17위, 빌보드 200 차트에서 29위에 올랐고, 미국 음반 산업 협회에 의해 미국에서 골드 인증을 받았다. 이 음반은 길모어가 프로듀싱했으며, 피아노가 지배하는 발라드 〈So Far Away〉를 제외하고 대부분 블루스와 기타 중심의 록 노래로 구성되어 있다.

## 제작 및 녹음
음반에 사용된 트랙들은 1978년 2월과 3월 사이에 프랑스의 슈퍼 베어 스튜디오에서 엔지니어 존 에첼스와 함께 녹음되었다. 그리고 나서 닉 그리피스에 의해 같은 스튜디오에서 혼합되었다. 세션 음악가들에는 베이시스트 릭 윌스와 드러머 윌리 윌슨이 포함되었는데, 둘 다 길모어와 함께 조커스 와일드의 일부였다. 이 음반은 1978년 9월까지 발매되지는 않았지만 핑크 플로이드의 멤버 리처드 라이트가 그의 첫 번째 솔로 음반인 《Wet Dream》을 몇 주 전에 녹음했던 바로 그 스튜디오에서 녹음되었다.

## 커버 아트
음반의 첫 번째 EMI 프레스에 사용된 음반 커버는 힙노시스와 길모어가 작업했으며 커버 사진에는 길모어, 릭 윌스, 윌리 윌슨이 포함되어 있다. 길모어는 주로 기타리스트였지만 "키보드, 보컬"에 기여한 것으로 커버에 이름을 올렸다. CBS/컬럼비아 프레스(유럽 외 지역)는 길모어를 "기타, 키보드, 보컬"에 기여한 것으로 나열했다. 안쪽 소매에 묘사된 사람들 중에는 길모어의 당시 아내였던 진저가 있다.

## 곡 목록
모든 곡들은 특별한 언급이 없는 한 데이비드 길모어에 의해 작사/작곡하였다.
| #  | 제목                           | 작사·작곡                 | 재생 시간 |
| -- | ------------------------------ | ------------------------- | --------- |
| 1. | 〈Mihalis〉 (기악)             |                           | 5:46      |
| 2. | 〈There's No Way Out of Here〉 | 길모어, 켄 베이커         | 5:08      |
| 3. | 〈Cry from the Street〉        | 길모어, 일렉트라 스튜어트 | 5:13      |
| 4. | 〈So Far Away〉                |                           | 5:50      |

| #  | 제목                        | 작사·작곡         | 재생 시간 |
| -- | --------------------------- | ----------------- | --------- |
| 5. | 〈Short and Sweet〉         | 길모어, 로이 하퍼 | 5:30      |
| 6. | 〈Raise My Rent〉 (기악)    |                   | 5:33      |
| 7. | 〈No Way〉                  |                   | 5:32      |
| 8. | 〈Deafinitely〉 (기악)      |                   | 4:27      |
| 9. | 〈I Can't Breathe Anymore〉 |                   | 3:04      |